# Саксе, Анна
А́нна (О́ттовна) Са́ксе (латыш. Anna Sakse, по мужу Абзалоне, Abzalone; 1905—1981) — латышская советская писательница. Народный писатель Латвийской ССР (1965), лауреат Сталинской премии (1949).

## Биография
Родилась 3 (16) января 1905 года в посёлке Леясциемс (ныне Гулбенский край, Латвия) в крестьянской семье. С большим трудом родители дали ей среднее образование. По окончании школы будущая писательница в 1925—1927 годах училась на филологическом факультете Латвийского университета. Ей пришлось бросить обучение и искать заработок. Саксе поступила на работу в редакцию одной из рижских газет в качестве корректора и переводчика. С 1934 года состояла в нелегальном объединении революционных писателей, художников и журналистов.
В 1940 году с первых дней существования советской Латвии Анна Саксе включилась в литературную и общественно-политическую жизнь, руководила литературным отделом коммунистической газеты «Циня» («Борьба»). В июне 1941 года эвакуировалась в глубь СССР; несколько месяцев жила и работала в одном из колхозов Чувашской АССР. В 1942 году она возобновила работу в «Цине», выходившей в годы войны в Кирове.
Летом 1944 года Саксе вернулась в Латвию и приступила к творческой работе.
Анна Саксе — депутат Верховного совета СССР третьего и четвёртого созывов (1950—1958). Она была делегатом Второй Всесоюзной конференции сторонников мира и участвовала в работе Второго Всемирного конгресса сторонников мира в Варшаве (1950).
Умерла 2 марта 1981 года. Похоронена в Риге на Лесном кладбище.

## Творчество
В 1927 году в году в газетах появилось несколько стихотворений Анны Саксе. Первые её рассказы были написаны в 1928 году, но по-настоящему она получила возможность печататься лишь после того, как Латвия вошла в состав СССР. В 1940 году были напечатаны рассказы «Юбилей», «Перелом», в 1941 году — первый роман «Трудовое племя» (Darba cilts), где автор рисует жизнь латышской деревни конца XIX века и революционные события 1905 года. Лучшие из рассказов Саксе, написанные в военные годы, — «Возвращение в жизнь» (Atgriešanās dzīvē) и «Мирный обыватель». Основная тема рассказов, написанных по возвращении в Латвию, — жизнь латышского народа в годы фашистской оккупации. Много написано и для детей: рассказы «Три сарайчика» (Trīs šķūnīši), «Пятилетка Марите» и др.
В 1947 году в журнале «Карог» («Знамя») был напечатан её роман «В гору» (Pret kalnu) о коллективизации в Латвии, который советская критика называла «выдающимся произведением». По мнению критика-эмигранта, напротив, этот роман «в разительном противоречии с правдой представляет введение в Латвии колхозной системы не как результат беспощадного террора, а как добровольное действие фермеров».
Роман «Искры в ночи» (Dzirksteles naktī, 1951—1957) повествует о судьбах интеллигенции в буржуазной Латвии. Сборники сказок для детей «Пиковый король» (1962), «Кузнец счастья» (рус. пер. 1964) и «Сказки о цветах» (Pasakas par ziediem, 1966). Писательница выступала также с литературно-критическими и публицистическими статьями, сатирическими произведениями. Кроме того, Анна Саксе известна как переводчица на латышский язык сказок А. М. Волкова о Волшебной стране.

## Награды и премии
- Заслуженный деятель культуры Латвийской ССР (1945);
- Сталинская премия третьей степени (1949) — за роман «В гору» (1948);[5]
- Народный писатель Латвийской ССР (1965);
- орден Октябрьской Революции (1975);
- орден Красной Звезды (1946);
- два ордена Трудового Красного Знамени (1950, 1955);
- медали.

## Память
- Имя Анны Саксе носят улицы в Риге, в Леясциемсе и в Пиньках.
- В честь писательницы назван георгин «Анна Саксе»[6].
- Был памятник, установленный в 2014, осенью 2024 снесён[7].